# Stein Metzger
Pour les articles homonymes, voir Metzger.
Stein Metzger, né le 17 novembre 1972 à Honolulu, est un joueur américain de beach-volley. 
Il est médaillé d'argent aux Championnats du monde de beach-volley en 2003 avec Dax Holdren.